# Marko Vučić
Marko Vučić (in serbo Марко Вучић?; Nikšić, 30 dicembre 1996) è un calciatore montenegrino, difensore del Mornar.

## Carriera

### Club
Ha giocato con varie squadre della massima serie montenegrina; tra il 2015 ed il 2020 ha giocato complessivamente 10 partite nei turni preliminari delle competizioni UEFA per club (in particolare, 5 in quelli di Champions League e 5 in quelli di Europa League).

### Nazionale
Ha giocato nella nazionale montenegrina Under-21.
Il 2 giugno 2021 ha esordito con la nazionale maggiore giocando l'amichevole pareggiata 0-0 contro la Bosnia ed Erzegovina.

## Statistiche

### Cronologia presenze e reti in nazionale
| Cronologia completa delle presenze e delle reti in nazionale ― Montenegro | Cronologia completa delle presenze e delle reti in nazionale ― Montenegro | Cronologia completa delle presenze e delle reti in nazionale ― Montenegro | Cronologia completa delle presenze e delle reti in nazionale ― Montenegro | Cronologia completa delle presenze e delle reti in nazionale ― Montenegro | Cronologia completa delle presenze e delle reti in nazionale ― Montenegro | Cronologia completa delle presenze e delle reti in nazionale ― Montenegro | Cronologia completa delle presenze e delle reti in nazionale ― Montenegro |
| Data                                                                      | Città                                                                     | In casa                                                                   | Risultato                                                                 | Ospiti                                                                    | Competizione                                                              | Reti                                                                      | Note                                                                      |
| ------------------------------------------------------------------------- | ------------------------------------------------------------------------- | ------------------------------------------------------------------------- | ------------------------------------------------------------------------- | ------------------------------------------------------------------------- | ------------------------------------------------------------------------- | ------------------------------------------------------------------------- | ------------------------------------------------------------------------- |
| 2-6-2021                                                                  | Sarajevo                                                                  | Bosnia ed Erzegovina                                                      | 0 – 0                                                                     | Montenegro                                                                | Amichevole                                                                | -                                                                         | 76’                                                                       |
| 5-6-2021                                                                  | Podgorica                                                                 | Montenegro                                                                | 1 – 3                                                                     | Israele                                                                   | Amichevole                                                                | -                                                                         | 82’                                                                       |
| Totale                                                                    |                                                                           | Presenze                                                                  | 2                                                                         |                                                                           | Reti                                                                      | 0                                                                         |                                                                           |

## Palmarès

### Club

#### Competizioni nazionali
- Coppa del Montenegro: 2

Sutjeska: 2016-2017
Budućnost: 2020-2021
- Campionato montenegrino: 3

Sutjeska: 2017-2018, 2018-2019
Budućnost: 2020-2021